# Жан Хей
Жан Хей, відоміший як Майстер з Мулена (фр. Jean Hey - Maître de Moulins; *приблизно 1455 — †приблизно 1505) — французький художник фламандського походження.

## Біографічні відомості
Жан Хей вважається живописцем останніх двох десятиліть XV ст., замовлення якого були пов'язані з родом Валуа і якого всі звикли називати Майстром з Мулена. Він був ідентифікований як майстер Жан Хей завдяки представницькому вівтарю в соборі Мулена. Виконане цим же художником картина для собору в Отені більше схожа на манеру художника Гуго ван дер Гуса, у якого, мабуть, вчився Майстер з Мулена. Напис на звороті вівтаря каже, що його виконав Жан Хей, відомий німецький майстер, хоча він був, безсумнівно, фламандського походження. На стулках вівтаря представлені П'єр II, герцог Бурбонский, що правив в Мулені, і його дружина, уроджена Валуа. Луврські картини, що являють собою ідентичні портретні зображення (або їхні фрагменти) виникли з якогось іншого вівтаря, виконаного тим же Жаном Хеєм. Він належав до тих майстрів, артистизм яких, при всій його привабливості, не був виключно оригінальним.
Творчість Жана Хея значно збагачує уявлення про Францію та її правителів останніх років XV століття. Майстер створював точну і інформативну мальовничу прозу далеку від тієї італінізованої поезії, яка прийде разом з наступним століттям.

## Творчість
Його найвідомішим твором вважається триптих кафедрального собору в Мулені «Богоматір у Славі», який був створений в кінці XV ст. і дійшов до наших днів у чудовому стані. У музеї Метрополітен знаходиться його «Портрет Маргарити Австрійської». Йому ж і приписуються «Портрет дофіна Карла Орлеанського» немовлям, «Портрет кардинала Карла II Бурбона», а також «Різдво Христове канцлера Ролена».

## Основні твори
- Триптих «Богоматір у Славі»
- Портрет Маргарити Австрійської
- Портрет дофіна Карла Орлеанського
- Портрет кардинала Карла II Бурбона
- Різдво Христове канцлера Ролена
- Портрет Мадлен Бургундської
- Сюзан де Бурбон, або Дитя за молитвою
- П'єр II, герцог Бурбонский зі святим апостолом Петром
- Анна Французька, герцогиня Бурбонська зі святим Іоанном Євангелістом

## Галерея

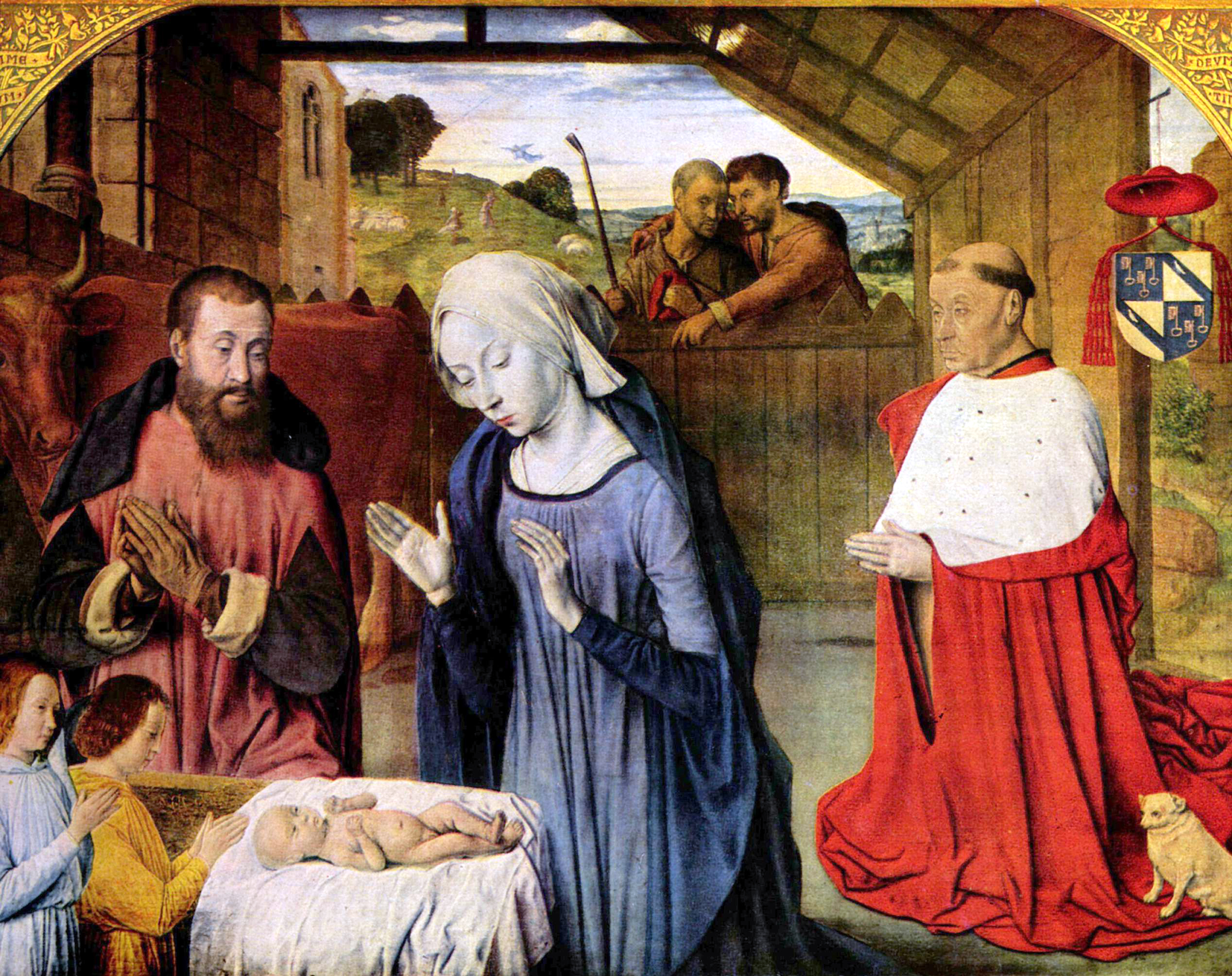
Різдво Христове канцлера Ролена
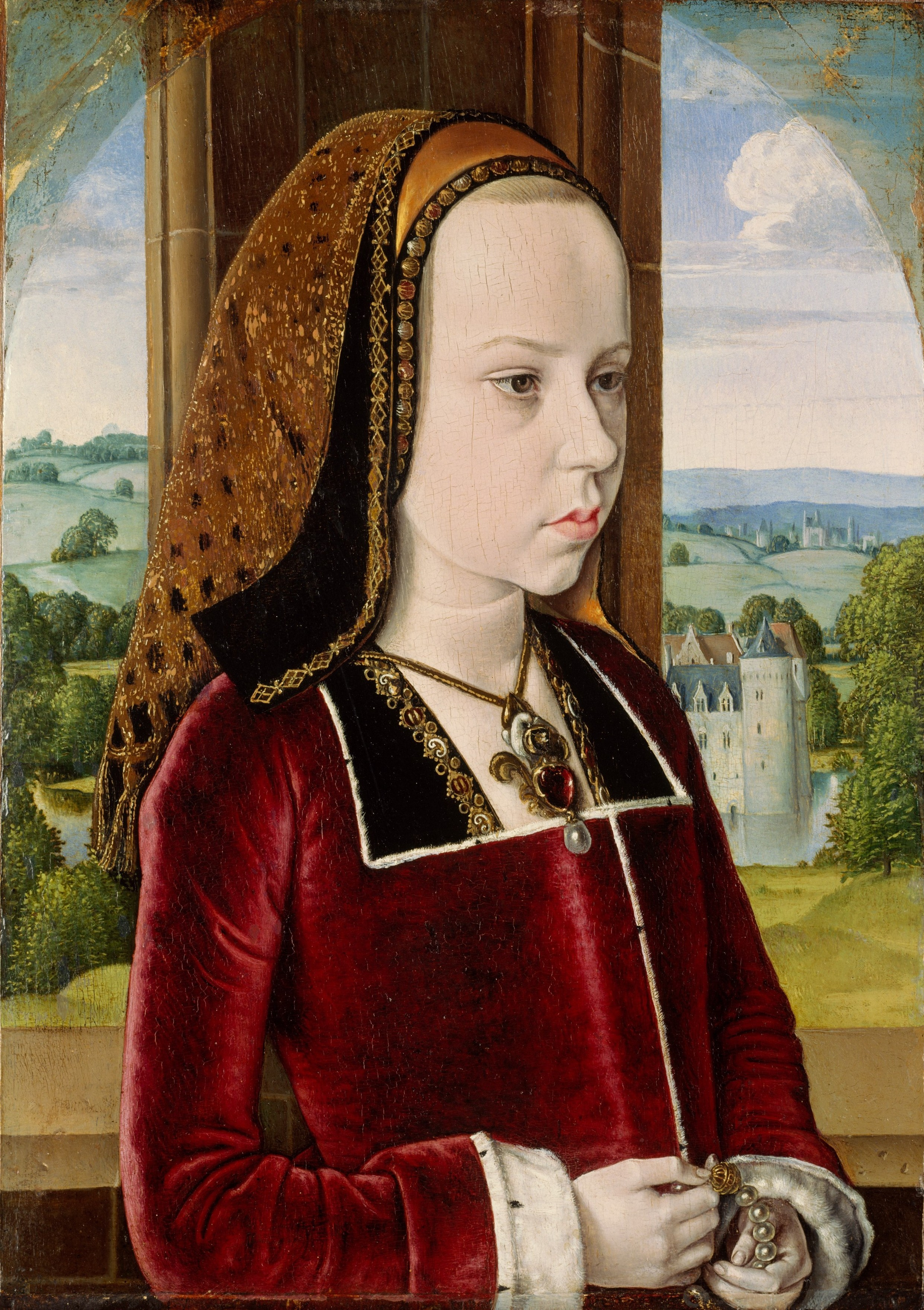
Портрет Маргарити Австрійської
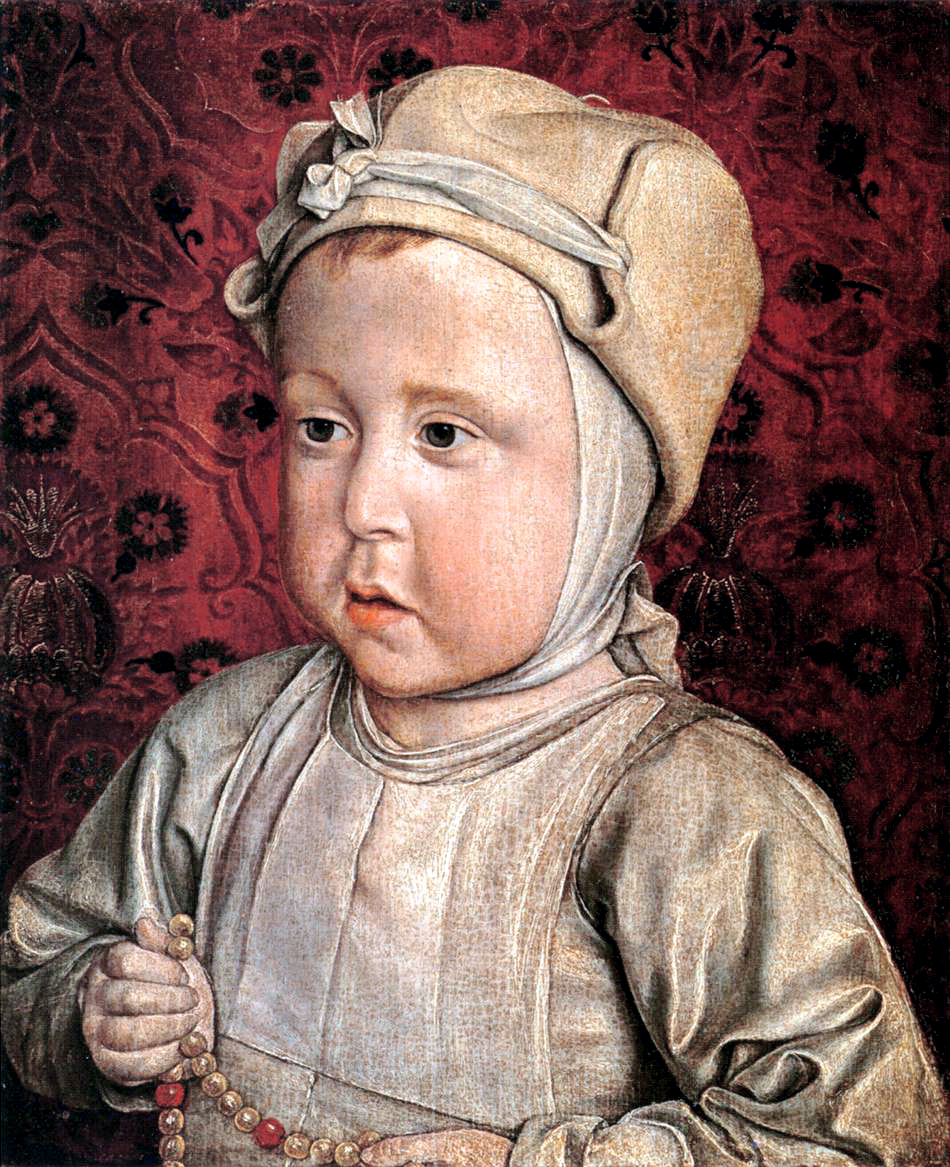
Портрет дофіна Карла Орлеанського
Портрет Мадлен Бургундської
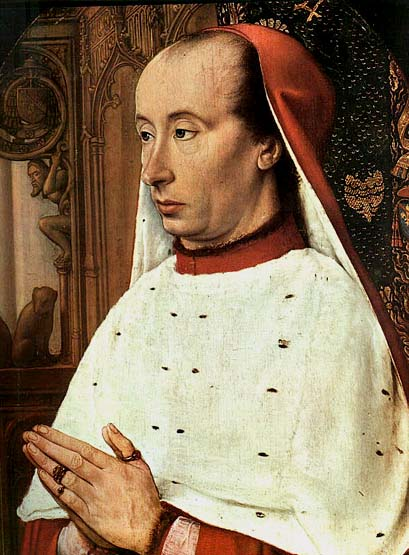
Портрет кардинала Карла II Бурбона
Сюзан де Бурбон, або Дитя за молитвою
П'єр II, герцог Бурбонский зі святим апостолом Петром
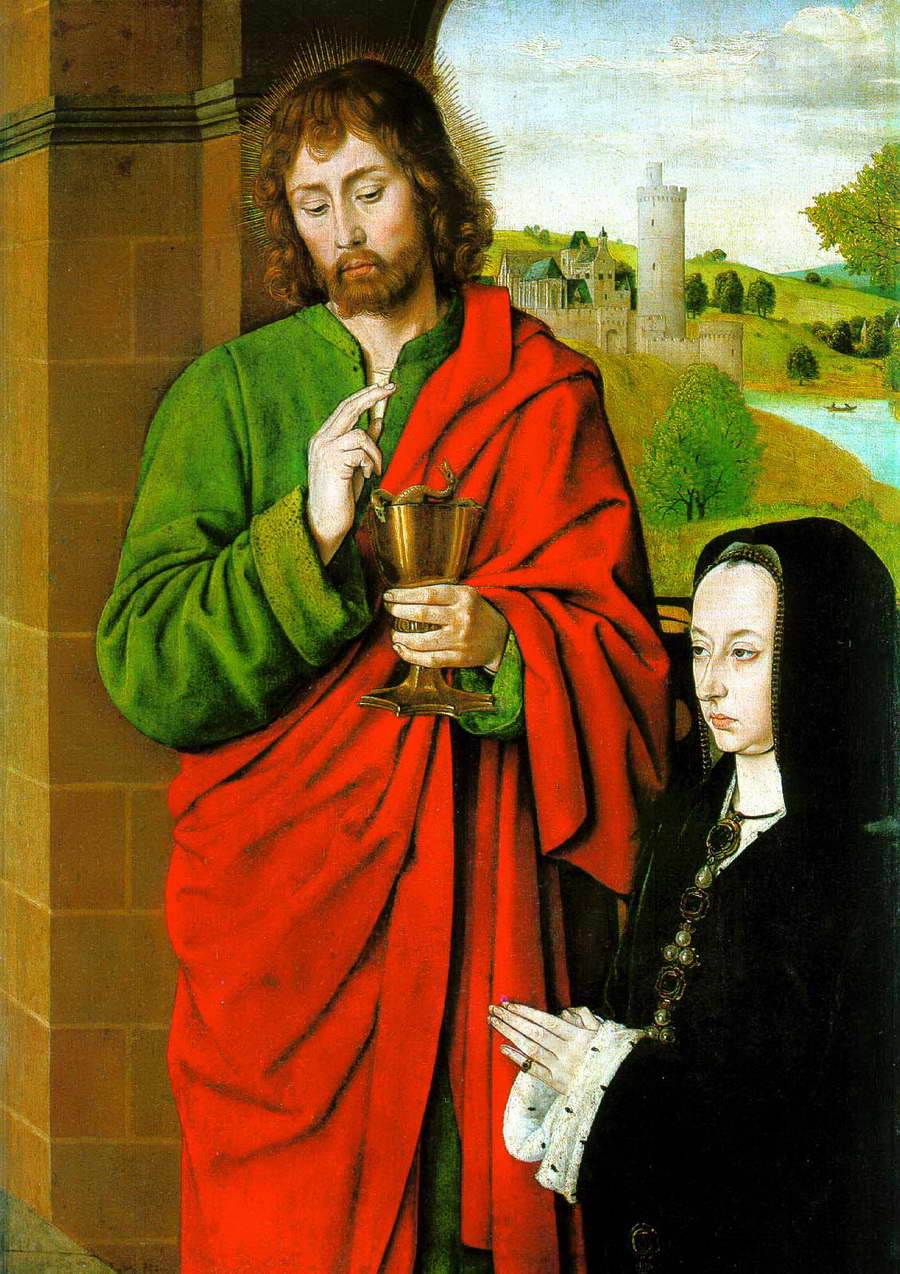
Анна Французька, герцогиня Бурбонська зі святим Іоанном Євангелістом